# Peter Madsen (piłkarz)
Peter Madsen (ur. 26 kwietnia 1978 w Roskilde) – duński piłkarz występujący na pozycji lewego pomocnika lub napastnika.
Treningi piłkarskie rozpoczął w klubie z rodzinnego miasta, RBK 06. W roku 1997 trafił stamtąd do Brøndby IF. W trakcie pobytu w stolicy trzykrotnie sięgnął po mistrzostwo Superligaen, zdobył także Puchar Danii. Od 2003 grał w trzech klubach niemieckich – VfL Wolfsburg, VfL Bochum (najlepszy okres w klubach zagranicznych; 19 bramek w 51 spotkaniach ligowych VfL) oraz 1. FC Köln. Na początku sezonu 2006/2007 został wypożyczony do Southampton FC, grającego w The Championship, zaś w lipcu 2007 powrócił do rodzimego kraju; został graczem Brøndby IF. Ostatni sezon w piłkarskiej karierze (2011/2012) spędził w Lyngby BK.
Zaliczył występy we wszystkich kategoriach reprezentacji juniorskich Danii. W seniorskiej kadrze zagrał 13 razy, strzelił 3 bramki. Znalazł się w kadrze na Mundial w Korei i Japonii.